# NGC 5965/2
NGC 5965/2 је спирална галаксија у сазвежђу Змај која се налази на NGC листи објеката дубоког неба.
Деклинација објекта је + 56° 41' 28" а ректасцензија 15h 33m 53,4s. Привидна величина (магнитуда) објекта NGC 5965 износи 15,3 а фотографска магнитуда 16,1. NGC 59652 је још познат и под ознакама NPM1G +56.0202, PGC 2544663.